# Malagassische spreekwoorden

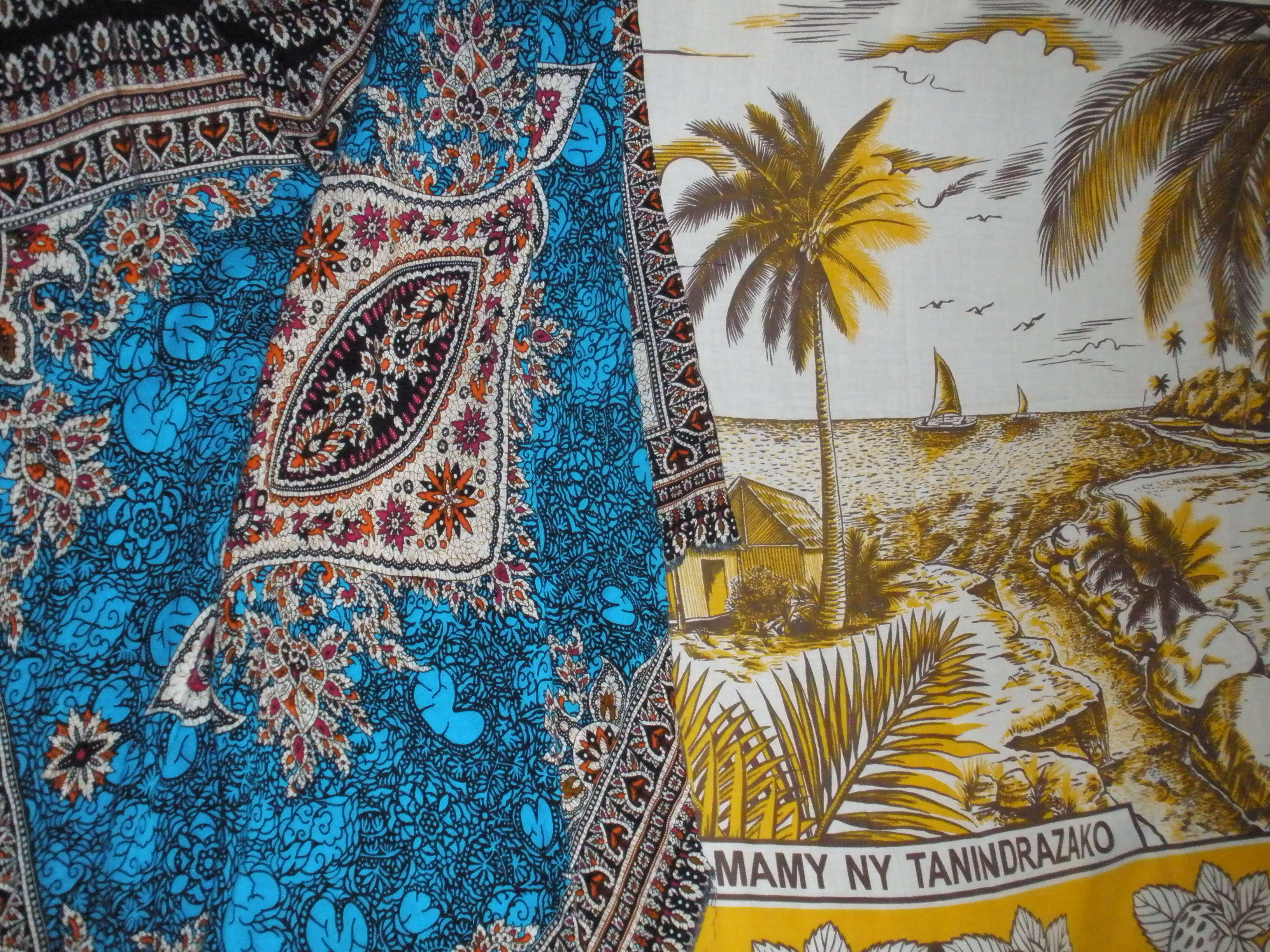
Op lamba's zijn vaak Malagassische spreekwoorden verwerkt.

De bevolking van Madagaskar kent een groot aantal bloemrijke spreekwoorden (Malagassisch: ohabolana). De vertelkunst is al van oudsher een populair volksvermaak in Madagaskar en veel spreekwoorden zijn ontleend aan Malagassische redevoeringen (kabary) en poëzie (hainteny). Ohabolana worden overal in het dagelijks leven gebruikt, zoals op een bordje in een taxi of geborduurd in een hoek van een lamba, een traditionele handgeweven doek.

## Spreekwoorden
Hieronder staat een overzicht van Malagassische spreekwoorden. Spreekwoorden kunnen per streek licht verschillen, aangezien sommige dialecten andere woorden gebruiken als het Plateaumalagasi, de officiële landstaal.

### Samenleving
- Allen die onder de hemel leven zijn met elkaar verweven als één grote mat.

Tsihy be lambanana ny ambanilantra.
- Gember en anijs, beide hebben hun specifieke geur.

Sakamalao sy havozo, samy mitondra ny hanitra ho azy.
- Het fundament van een huis kan niet alleen worden voltooid.

Tao-trano tsy vitany ny irery.
- Mensen zijn als de rand van een kookpot en vormen slechts één cirkel.

Ny olombelona toy ny molo-bilany, ka iray mihodidina ihany.

### Familie
- Als iemand zinkt in de modder, kan water hem bevrijden, als iemand zinkt in zijn woorden, kan de mond hem bevrijden, maar als iemand zinkt in zijn verdriet, moet hij zich beklagen bij zijn verwanten.

Raha revom-potaka, rano no manala, raha revon-teny, vava no manala, raha revon'alahelo, ny havana no itarainana.
- Andermans kinderen doen de neusvleugels trillen.
- De domme is als zijn vader.

Ny adala noa toa an-drainy.
- De kinderen dansen terwijl de ouderen duizelig worden.
- De linkerhand of de rechterhand; welke ook wordt gesneden, pijn zal het resultaat zijn.

Tanana ankavia sy havanana, izay didiana maharary.
- De vermaning van vader of moeder is als de trap van een os, als het je hard raakt kan het je doden, als het je niet te hard raakt kan het je alsnog duizelig maken.

Ny fananaran-dray aman-dreny toy ny tsipak'ombalahy, mahavoa mahafaty, tsy mahavoa, mahafanina.
- Diegene die ouders heeft hoeft niet te spreken; diegene die kinderen heeft hoeft de lasten niet te dragen.

Manan-joky, afak'olan-teny; manan-jandry afak'olan'entana.
- Een uil kan geen lijster (letterlijk sialia) als voorvader hebben.
- Niets is kostbaarder dan je baby, behalve wanneer hij in je borst bijt.
- Prijs je vrouw niet voor het jaar over is.

Tsy midera vady tsy herintaona.
- Schep niet op over je welvaart als je een vader bent.

Aza midera harena, fa niter-day.
- Thuiskomen is zoet.

Mamy ny mody.

### Liefde
- Ben niet zo verliefd dat je niet kan voorspellen wanneer de regen komt.

Aza asesiky ny fitia tanteraka, ka tsy mahalala ny ranonorana ho avy.
- Hou niet van mij als van een deur die je op en neer duwt.
- Laat je liefde zijn als de motregen, die zachtjes komt maar rivieren doet zwellen.

### Vreugde
- Dit is maar een halve pot honing, maar het vult mijn hart geheel.

Tantely tapa-bata ka ny foko no entiko mameno azy.
- Een goedgevulde buik is niet zo goed als een fijne herinnering.

Ny voky tsy mahaleo ny tsaroana.
- Het leven is zoet.

Mamy ny aina.

### Communicatie
- Een zeboe wordt gepakt bij de horens, een vlinder wordt gepakt bij de tong en een mens wordt gepakt op zijn woorden.
- Ossen worden verstrikt door hun hoorns en mensen door hun woorden.

Ny omby singorana amin' ny tandrony, ary ny olona kosa amin' ny vavany.
- Woorden zijn als een pakketje; als je veel knopen maakt moet je er ook veel ontknopen.

Ny teny toy ny fonosana, ka izay mamono no mamaha.

### Conflicten
- Een gevecht van varkens: een of twee keer geknor en het is gedaan.
- Het is het verstandigste om toe te geven, om te buigen als de knie.

Lohalika sy laferana, izay mandefitra no mandina.
- Roer je rijst niet in andermans ketel.
- Schop de kano niet die je hielp de rivier over te steken.
- Wanneer mannen bij maanlicht vechten, wordt de kale zeker geslagen.
- Wees als een vriendelijke rat die een andere passeert op een smalle balk.

### Beslissingen en hun gevolgen
- De nacht brengt wijsheid.

Ny alina mitondra fisainana.
- Een fluitende persoon met een hazenlip maakt het leven moeilijk voor zichzelf.
- Het is verkeerd om te zeggen dat er een brug is en tegelijk bang te zijn om hem over te steken.
- Het lelijke uiterlijk kan niet worden veranderd, maar de slechte geest kan wel veranderen.

Ny tarehy ratsy no tsy azo ovana fa ny fanahy ratsy azo ovana.
- Je kan geen luis vangen met één vinger.

Tondro tokana tsy mahazo hao.
- Wees als een kameleon, kijk met een oog naar voren en met een oog naar achteren.
- Zij die hun haar lang geleden geknipt hebben, hebben lang haar.

Ny ela nihetezana lava volo.

### Fortuin
- Als je maar een mestkever bent moet je niet proberen om bergen te verzetten.

Aza manao herim-boantay.
- Bloemen in de herfst, ze worden vertreden voordat je de heerlijke geur ruikt.

Voninkazo anaty ahitra, voahitsaka vao re mani-pofona.
- Geld is als een gast: het komt vandaag en vertrekt morgen.
- Goud is in het stof gevallen, goede mensen zullen het desondanks laten schitteren.

Volamena latsaka am-bovoka, tsy avelan'ny soa tsy hihiratra.
- Niets is te moeilijk voor de ijverigen.

Tsy misy mafy tsy laitran'ny zoto.
- Sla (bereik) twee dingen tegelijk als een trap van een ezel.

Mahavoa roa toy ny dakam-boriky.

### Schuld
- Een erg vieze jurk wassen: hij mag wel schoon worden, maar hij raakt vol gaten.

Manasa lamba be tseroka; na madio aza, mangarahara.
- Een steen stopt niet met rollen tot de bodem is bereikt.
- Schuld is als de wind, het wordt gevoeld maar niet gezien.

Ny tsiny toy ny rivotra: mikasika ny tena, fa tsy hita tarehy.

### De dood
- Als een haan niet kraait, is dat omdat hij is opgegeten.
- Als je de dood niet accepteert, zal je niet in lijkwaden worden gewikkeld.

Raha tsy sahy maty, tsy mifono lambamena.
- Een dode kan jouw tranen niet zien.